# Slobodno zidarstvo u Sjevernoj Makedoniji
| Velike lože                                   | Broj loža |
| --------------------------------------------- | --------- |
| Velika loža Makedonije                        | 8         |
| Regularna velika loža Makedonije              | 3         |
| Velika nacionalna loža Makedonije             | 4         |
| Velika loža Makedon                           | ?         |
| Velika tradicionalna masonska loža Makedonije | ?         |
| Velika regularna loža Sjeverne Makedonije     | 4         |
| Veliki orijent Francuske                      | 1         |

Slobodno zidarstvo u Makedoniji se pojavljuje početkom 20. stoljeća. Prva makedonska masonska loža osnovana je 1910. godine u Skoplju.
Danas u Sjevernoj Makedoniji djeluje regularna Velika loža Makedonije i nekoliko liberalnih, odnosno kontinentalnih, velikih loža. Također, inozemne nadležnosti, poput Velikog orijenta Francuske, imaju svoje lože u Sjevernoj Makedoniji.

## Povijest
Prva dokumentirana loža na području današnje Sjeverne Makedonije, Loža "Kosovo", osnovana je 1910. godine pod zaštitom Velikog orijenta Francuske u Skoplju koje je tada bilo sjedište Kosovskog vilajeta, pokrajine Otomanskog Carstva. Ova loža je 1919. godine prešla pod zaštitu Velike lože "Jugoslavija". Pored ove lože u to vrijeme radile su i tri lože pod zaštitom Velikog orijenta Italije: Loža "Heraclea" br. 18 te Loža "Zemlja i Sunce" (tali. Loggia Terra e Sole) u Bitoli kao i Loža "Zvijezda slobode" (Loggia Stella della Libertà) u Skoplju. Također, u Bitoli je radila i Loža "Zora slobode" (fran. Loge Aurore de la liberté) pod zaštitom Velike nacionalne lože Rumunjeske. Politička situacija u Europi dovela je do gašenja velikih loža, uključujući i Veliku ložu "Jugoslavija" 1940. godine, prije izbijanja Drugog svjetskog rata. Nakon rata, u razdoblju socijalističke Jugoslavije (1945. – 1990.), organizirano slobodno zidarstvo je bilo zabranjeno.
Prvi Makedonci, njih osam, primljeno je u Beogradu početkom travnja 1996. godine u Veliku ložu Jugoslavije. U sljedećih godinu dana broj primljenih je narastao na 21. Međutim, oni su kasnih shvatili da Velika loža Jugoslavije nije regularna velika loža od 1993. godine i da je već izazvala  incident osnivanjem velike lože u Bugarskoj. Stoga su oni odlučili slijediti drugi put prema masonskoj regularnosti. Nakon razdoblja bezuspješnih neformalnih kontakata 1997. godine s Velikom ložom Austrije, u rujnu iste godine su stupilu u kontakt s predstavnicima Ujedinjene velike lože Engleske. Ujedinjena velika loža Engleske je 1998. godine u nekoliko svojih loža primila 23 Makedonca. Prva makedonska loža, Loža "Skoplje" br. 9721, osnovana je početkom listopada 2000. godine u Skoplju. Do ljeta 2003. godine osnovane su još dvije lože u Skoplju. Ove tri skopske lože osnovale su Veliku ložu Makedonije uz pomoć Ujedinjene velike lože Engleske 30. rujna 2005. godine.

## Regularna velika loža
Velika loža Makedonije (mak. Голема ложа на Македонија), skraćeno GLM, je regularna makedonska velika loža osnovana 2005. godine u Skoplju. Ujedinjena velika loža Engleske (UGLE) je iste godine priznala ovu veliku ložu kao regularnu. Ima preko 200 članova u osam loža.

## Tradicionalne i liberalne velike lože
U Sjevernoj Makedoniji djeluje preko 10 velikih loža koje pripadaju kontinentalnom (liberalanom, adogmatskom) ustroju. Velika loža Makedonije je jedina regularna velika loža.
Velika regularna loža Makedonije (make. Регуларна голема ложа на Македонија), skraćeno RGLM, je velika loža osnovana u travnju 2010. godine. Pod svojom zaštitom ima tri lože: Loža "Sveti Naum Ohridski" (Ложа Свети Наум Охридски) br. 1, Loža "Staro Skoplje" (Ложа Старо Скопје) br. 2 i Loža "Justinijan Veliki" (Ложа Јустинијан Велики) br. 3. Veliki majstor bio je Goran Rafajlovski.
Velika loža Makedon (Голема ложа Македон), je velika loža osnovana 2011. godine u Skoplju.
Velika nacionalna loža Makedonije (Голема национална ложа на Македонија), puni naziv Drevna i prihvaćena Velika nacionalna loža Makedonije (Древна и прифатена голема национална ложа на Македонија), skrećano DPGNLM, tradicionalna je velika loža osnovana 11. studenoga 2017. godine. Pod svojom okriljem ima četiri lože: Loža "Ponos" (Ложа Гордост), Loža "Nada" (Ложа Надеж), Loža "Lojalnost"  (Ложа Лојалност) i Loža "Misterija" (Ложа Мистерија). Ova velika loža ima potpisane povelje o prijateljstvu s kontroverznim Velikim orijentom Srbije i njima srodnim organizacijama. Godine 2025. se reformirala i preuzela novi naziv. Članica je međunarodne asocijacije CGLEM i CMSA. Primarni masonski obred ove velike lože je Schröderov obred, dok je upravljanje visokim stupnjevima delegirano na dva pridružena tijela i reda, od kojih svaki predstavlja jedan obred: Škotski obred i Obred Memfisa-Mizraima. Veliki majstor bio je Lazar Gečevski.
Velika tradicionalna masonska loža Makedonije (Голема традиционална масонска ложа на Македонија, fran. Grande loge maçonnique traditionnelle de Macédoine), skraćeno GTMLM, je velika loža osnovana 2019. godine u Skoplju, a ujedno je i pokrajinska velika loža pod Francuskom masonskom velikom ložom tradicije (Grande Loge maçonnique française de Tradition, GLMFT). Primarni masonski obred ove velike lože je Škotski obred. Veliki majstor je Zoran Minov.
Makedonske velike lože koje nisu upisane u nacionalni registar udruga:
- Velika loža starih i prihvaćenih slobodnih zidara Makedonije (Голема ложа на старите слободни и прифатени ѕидари во Македонија)[20] je muška velika loža osnovana 2018. godine u Skoplju. Pod svojom zaštitom ima tri lože. Primarni obred ove velike lože je Škotski obred. Prvi veliki majstor bio je Venco Sokolovski.[21]
- Velika loža slobodnog zidarstva za muškarce i žene Makedonije (Голема ложа на слободни sидари за мажи и жени на Македонија) je mješovita velika loža osnovana 2019. godine.[22][23] Pod svojom zaštitom ima tri lože: "Slobodni graditelji" (Ложа Слободни градители) br. 1 u Skoplju, "Tolerancija" (Ложа Толеранција) br. 2 i "Svjetlost" (Ложа Светлина) br. 3. Primarni obred ove velike lože je Škotski obred.
- Velika regularna loža Sjeverne Makedonije (Голема регуларна ложа на Северна Македонија) je velika loža osnovana 2023. godine. Pod svojom zaštitom ima tri lože, kao i jednu istraživačku Ložu "Quatuor Coronati". Proizašla je deputacijske Lože "Sunce" koja je radila pod okriljem Velike regularne lože Slovenije.[24] Članica je ICUGL-a od rujna 2024.[25] Primarni obred ove velike lože je Škotski obred. U travnju 2024. godine u Beogradu je potpisala sporazum o međusobnoj zajedničkoj suradnji s Velikom regularnom ložom Slovenije, Velikom nacionalnom ložom Srbije i Velikom regularnom ložom Hrvatske.[26]

Makedonske velike lože koje su navedene kao članice međunarodnih saveza slobodnih zidara:
- Velika suverena loža Makedonije (Голема суверена ложа на Македонија) je navedena kao suosnivač Svjetske unije "Libertas 5775" u siječnju 2021. godine.[27]
- Velika suverena loža Dačije (Голема суверена ложа на Дачиа), skraćeno GSLD, je članica Velike masonske alijanse "Tracija" te ima sestrinske velike lože (tj. velike lože istog naziva) u nekoliko drugih država.[28][29][30] Nosi naziv po Daciji, povijesnoj pokrajini na području koje danas pripada Rumunjskoj.
- Velika ujedinjena loža Makedonije (engl. United Grand Lodge of Macedonia) je članica Velike masonske alijanse "Tracija".[29]
- Velika orijentalna regularna loža Makedonije (fran. Grande Loge Orientale Régulière de Macédoine), skraćeno GLORM, je članica Univerzalnog masonskog saveza (tali. Alleanza Universale Massonica, AUM).[31][32] Ujedno je i pokrajinska velika loža u sastavu Velike orijentalne regularne lože Francuske (Grande Loge Orientale Régulière de France, GLORF).[33]
- Tradicionalni inicijacijski red Makedonije (tali. Ordine Tradizionale Iniziatico Macedonia), skraćeno OTIM, je član Univerzalnog masonskog saveza (tali. Alleanza Universale Massonica, AUM),[32] te ima sestrinske velike lože (tj. velike lože istog naziva) u nekoliko drugih država.[31]

## Inozemne velike lože u Sjevernoj Makedoniji
Pored makedonskih velikih loža, u Sjevernoj Makedoniji djeluju i lože koje su pod zaštitom drugih nacionalnih velikih loža, kao što su:
- Veliki orijent Francuske (GOdF) ima jednu ložu pod svojom zaštitom, i to Ložu "Istina" (Ложа "Вистина", fran. Loge La Vérité) br. 6008 koja djeluje u Skoplju od 2003. godine.[34][35] Prije toga, 1910. godine je osnovana Loža "Kosovo" u Skopju koja 1919. godine prelazi pod zaštitu Velike lože SHS "Jugoslavija".

Neke masonske lože su bile pod zaštitom drugih nacionalnih velikih loža, kao što su:
- Veliki orijent Italije (GOI) je pod svojom zaštitom tijekom 1910-ih imao tri lože; Ložu "Heraclea" (tali. Loggia Héraclée) br. 18 i Ložu "Zemlja i Sunce" (Loggia Terra e Sole) u Bitoli kao i Ložu "Zvijezda slobode" (Loggia Stella della Libertà) u Skoplju.[1]
- Velika nacionalna loža Rumunjeske (MLNR) je 1911. godine u Bitoli osnovala Ložu "Zora slobode" (fran. Loge Aurore de la liberté).[1]
- Velika loža slobodnog zidarstva za muškarce i žene (engl. Grand Lodge of Freemasonry for Men and Women, GLFMW) je do 2017. godine na području Makedonije osnovala Ložu "Slobodni graditelji" br. 1 u Skoplju, Ložu "Tolerancija" br. 2 i pionirsku Ložu "Svjetlost" br. 3 prije nego što su prešle pod zaštitu Velike lože slobodnog zidarstva za muškarce i žene Bugarske.[36]
- Velika loža starih i prihvaćenih slobodnih zidara u Bugarskoj je do 2018. godine pod svojom zaštitom imala Ložu "Slantze 2017". Ova loža će te godine formirati Veliku ložu starih i prihvaćenih slobodnih zidara Makedonije.[21]
- Velika loža slobodnog zidarstva za muškarce i žene Bugarske[37] je do 2019. godine pod svojom zaštitom imala Ložu "Slobodni graditelji" br. 1 u Skoplju, Ložu "Tolerancija" br. 2 i Ložu "Svjetlost" br. 3 prije nego što su formirale Veliku ložu slobodnog zidarstva za muškarce i žene Makedonije.
- Velika regularna loža Slovenije (VRLS) je imala jednu deputacijsku ložu pod svojom zaštitom, i to Ložu "Sunce" (Ложа "Сонце") br. 8, osnovan u Skoplju u lipnju 2018. godine.[38][39] Ova loža je 2023. godine, skupa s još dvije lože, osnovala Veliku regularnu ložu Sjeverne Makedonije.[24]

## Poznati slobodni zidari
- Hristo Botev, bugarski revolucionar i pjesnik[40]
- Dame Gruev, revolucionar[40]